# Шантаринское сельское поселение
Шанта́ринское се́льское поселе́ние — муниципальное образование в Троицком районе Челябинской области Российской Федерации. В рамках административно-территориального устройства муниципальное образование  соответствует административно-территориальной единице Шантаринский сельсовет.
Административный центр — посёлок Шантарино.

## История
Статус и границы сельского поселения установлены Законом Челябинской области от 28 октября 2004 года № 315-ЗО «О статусе и границах Троицкого муниципального района и сельских поселений в его составе»

## Население
| 2002 | 2010 | 2011 | 2012 | 2013 | 2014 | 2015 |
| ---- | ---- | ---- | ---- | ---- | ---- | ---- |
| 1039 | ↘642 | ↘641 | ↘597 | ↘564 | ↘552 | ↘532 |
| 2016 | 2017 | 2018 | 2019 | 2020 | 2021 |      |
| ↘529 | ↘515 | ↗520 | ↘508 | ↘507 | ↗568 |      |

## Состав сельского поселения
| № | Населённый пункт | Тип населённого пункта          | Население |
| - | ---------------- | ------------------------------- | --------- |
| 1 | Рытвино          | посёлок                         | ↘12       |
| 2 | Сары             | деревня                         | ↘157      |
| 3 | Шантарино        | посёлок, административный центр | ↘473      |